# Emily Reganová
Emily Reganová, nepřechýleně Emily Regan (* 3. dubna 1989, Buffalo, Spojené státy americké) je americká veslařka. Na Letních olympijských hrách 2016 v Riu de Janeiro získala zlatou medaili na osmě. Je též trojnásobnou mistryní světa.